# 伍德菲爾德海峽
伍德菲爾德海峽（英語：Woodfield Channel），是南極洲的海峽，位於阿德萊德島南端，分隔迪翁群島、亨克斯群島和羅卡群島，在1963年由英國南極名稱諮詢委員會命名，現時由南極條約體系管理。